# Kōichirō Genba

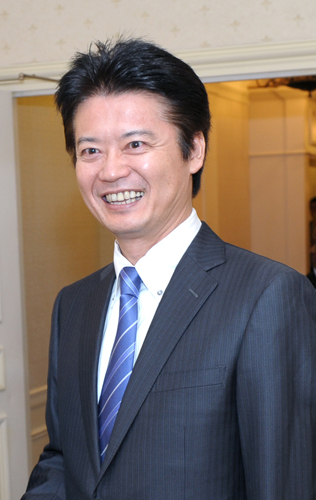
Kōichirō Genba am 19. September 2011

Kōichirō Genba (jap. 玄葉 光一郎 Genba Kōichirō, traditionelle Hepburn-Romanisierung Gemba; * 20. Mai 1964 in Funehiki, Landkreis Tamura (heute: Tamura), Präfektur Fukushima) ist ein japanischer Politiker (LDP→parteilos→NPS→DPJ→DFP→parteilos→KDP, als Vizepräsident fraktionslos), Abgeordneter im Shūgiin, dem Unterhaus des Nationalparlaments, für den 2. Wahlkreis Fukushima und seit 2024 Vizepräsident der Kammer. In der DPJ stand hinter ihm eine eigene Faktion, die Genba-Gruppe. Von 2010 bis 2011 war er Minister, zunächst für Geburtenrückgang, Geschlechtergleichstellung im Kabinett Kan, dann von 2011 bis 2012 Außenminister im Kabinett Noda.

## Leben
Genba studierte an der rechtswissenschaftlichen Fakultät der (Jōchi-)Sophia-Universität, anschließend absolvierte er das Matsushita Seikei Juku (松下政経塾, engl. Matsushita Institute of Government and Management). 1991 kandidierte er im Alter von 26 Jahren als Mitglied der Liberaldemokratischen Partei (LDP) erfolgreich für einen Sitz im Präfekturparlament Fukushima. Bereits zwei Jahre später gelang ihm bei der Shūgiin-Wahl 1993 als unabhängiger Kandidat im fünfmandatigen Wahlkreis Fukushima 2 der Sprung ins nationale Parlament. Er trat noch im selben Jahr der Neuen Partei Sakigake bei, für die er unter anderem dem Geschäftsordnungsausschuss des Shūgiin angehörte.
1996 beteiligte sich Genba an der Gründung der Demokratischen Partei (engl. DPJ). Seit der Wahl 1996 kandidierte er im neu geschaffenen Einzelwahlkreis Fukushima 3, der auch seinen Heimatlandkreis Tamura umfasst. 1996 unterlag er Hiroyuki Arai (LDP) und wurde nur über den Verhältniswahlblock Tōhoku wiedergewählt, konnte den Wahlkreis ab 2000 dann bis einschließlich 2021 achtmal in Folge gewinnen. Zur Shūgiin-Wahl 2024 verlor Fukushima einen Wahlkreis und Genba wechselte in den neu zugeschnittenen Wahlkreis 2, den er gegen Taku Nemoto (LDP), den Sohn von Takumi Nemoto (alter Wahlkreis 2), gewann.
Genba war im Shūgiin unter anderem Mitglied des Auswärtigen und des Haushaltsausschusses. In der Demokratischen Partei war er Vorsitzender des Wahlkampfausschusses und stellvertretender Generalsekretär (kanjichō-dairi). Außerdem gehörte er 2000, 2001 und 2002 den Schattenkabinetten der damaligen Parteivorsitzenden Yukio Hatoyama und Naoto Kan an. Im Mai 2010 richtete er gemeinsam mit weiteren Abgeordneten seiner Fraktion ein Komitee ein, das Wege zur Verbesserung der Staatsfinanzen untersuchen sollte. Er gilt als innerparteilicher Gegner Ichirō Ozawas und forderte die Wiedereinrichtung des Politikforschungsrates, den Ozawa abgeschafft hatte.
2010 berief der Parteivorsitzende und Premierminister Naoto Kan Genba als Vorsitzenden des wieder eingerichteten Politikforschungsrates in die Parteiführung und gleichzeitig als Staatsminister für Reform des Beamtentums, Bekämpfung des Geburtenrückgangs und Geschlechtergleichstellung in sein Kabinett. Bei der ersten Umbildung zum 17. September 2010 wurde er Staatsminister für „neues Gemeinwesen“, das bei der zweiten Umbildung um den Aufgabenbereich Wissenschafts- & Technologiepolitik erweitert wurde.
Nachdem Kan von Yoshihiko Noda als Parteivorsitzender und Premierminister abgelöst wurde, übernahm Genba im Kabinett Noda den Posten des Außenministers. Bei der Shūgiin-Wahl 2012, landesweit eine Wahlniederlage der DPJ, verteidigte Genba seinen Wahlkreis klar mit mehr als doppelt so vielen Stimmen wie seine wichtigste Gegenkandidatin Sachiko Kanno (LDP). Nachfolger als Außenminister wurde im Dezember 2012 Fumio Kishida (LDP).
Nach der Fusion der DPJ mit der Ishin no Tō zur Demokratischen Fortschrittspartei (DFP) im März 2016 schloss sich Genba dieser an. Als sich die Partei kurz vor der Shūgiin-Wahl 2017 aus dem Wahlkampf zurückzog und ihren Mitgliedern eine Kandidatur für die Partei der Hoffnung empfahl, trat Genba als Unabhängiger an und war nach seinem Wahlsieg Fraktionsmitglied der Mushozoku no Kai („Versammlung der Unabhängigen“). Kurz bevor sich die DFP im Mai 2018 mit der Partei der Hoffnung zur Demokratischen Volkspartei (DVP) zusammenschloss, verließ Genba zusammen mit weiteren Fraktionsmitgliedern die DFP und wurde parteilos. Im Januar 2019 gab der Fraktionsvorsitzende der Mushozoku no Kai Katsuya Okada bekannt, sich der Fraktion der Konstitutionell-Demokratischen Partei (KDP) anzuschließen. Genba und drei weitere Mitglieder verblieben jedoch unter der Führung Yoshihiko Nodas in der in Shakaihoshō o tatenaosu kokumin kaigi („Volkskongress zur Erneuerung sozialer Sicherheit“) umbenannten Fraktion, um eine Annäherung der beiden größten Oppositionsparteien KDP und DVP voranzutreiben. Bei der Neugruppierung von KDP und DVP im September 2020 schloss er sich der „neuen“, vergrößerten KDP an. Dort gehörte er unter Kenta Izumi ab 2022 dem KDP-Schattenkabinett (tsugi no naikaku, „nächstes Kabinett“), als „nächster Außenminister“ (next gaimu-daijin) an.
Nach der Wahl 2024 wurde Genba zum Shūgiin-Vizepräsidenten gewählt.

## Familie
Genbas Schwiegervater war der Gouverneur von Fukushima, Eisaku Satō. Seine Großväter waren Bürgermeister von Funehiki (väterlicherseits) und Kagamiishi (mütterlicherseits).